# Theodor Pištěk (Schauspieler)
Theodor Pištěk, beim deutschsprachigen Film auch als Theodor Pistek firmierend, (* 13. Juni 1895 in Vinohrady, Österreich-Ungarn; † 5. August 1960 in Mukařov u Říčan, Tschechoslowakei) war ein tschechoslowakischer Theater- und Filmschauspieler.

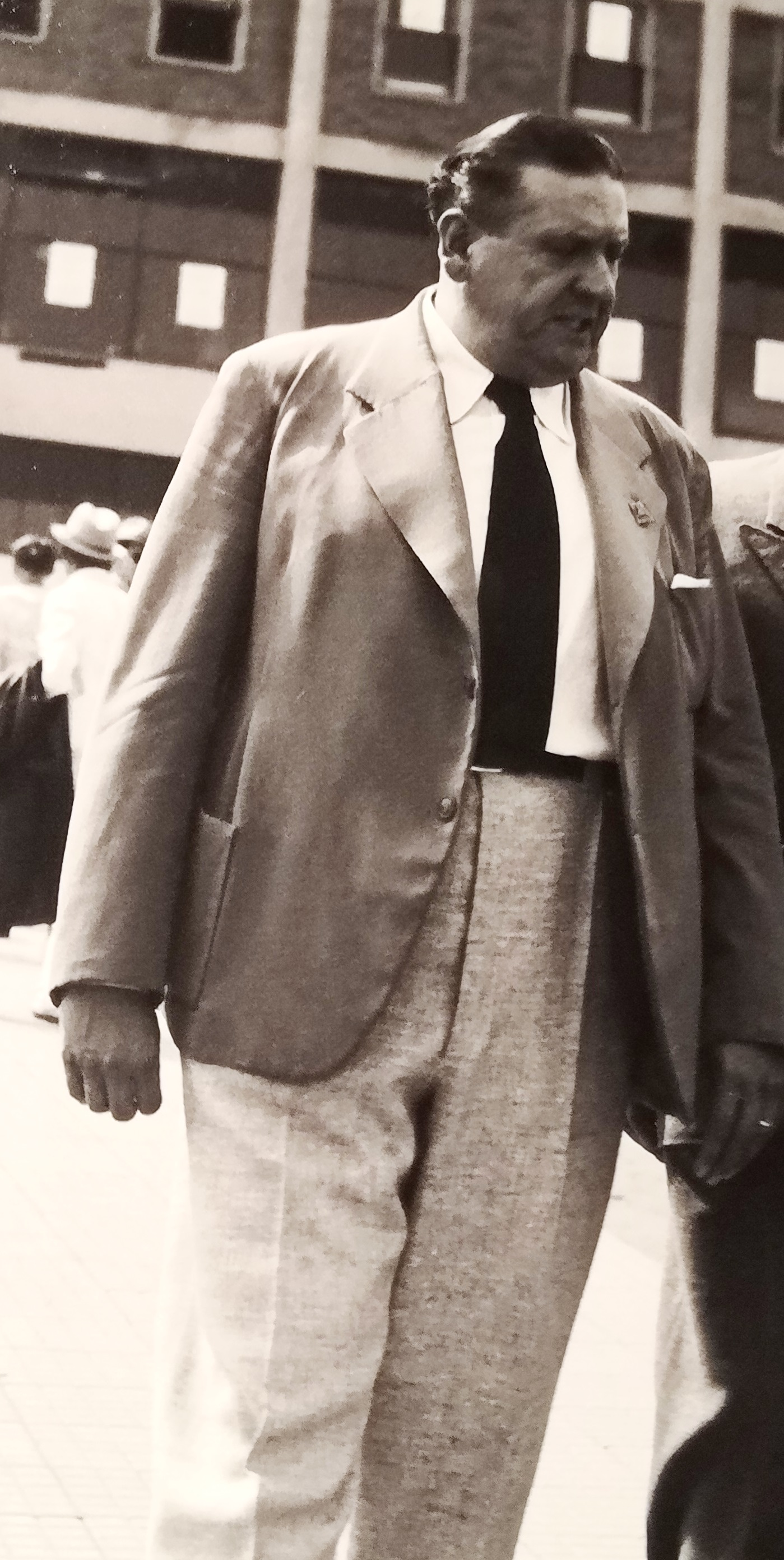
Theodor Pištěk (1941)

## Leben und Wirken
Theodor Pištěk wurde in eine Theaterfamilie hineingeboren: Sein Vater, der Schauspieler und Regisseur Jan Pištěk (1847–1907), war Besitzer des Volkstheaters in Královské Vinohrady, seine Mutter Marie Kousková-Slánské wirkte als Schauspielerin. Zunächst plante Pištěk einen künstlerfernen Beruf und begann ein Medizinstudium, das er jedoch aufgrund des Ersten Weltkriegs unterbrechen musste. Unmittelbar nach der Gründung der Tschechoslowakei entschloss sich Pištěk dazu, die Leitung der väterlichen Spielstätte zu übernehmen. In den frühen 1920er Jahren wirkte Theodor Pištěk an unterschiedlichen Prager Theatern, trat parallel dazu aber bereits mit unterschiedlich großen Nebenrollen, gelegentlich auch mit Hauptrollen, auch vor Stummfilmkameras. Im Frühling 1926 gründete er mit dem Regisseur Karel Lamač eine gemeinsame Produktionsfirma namens Elpe.
Für die eine oder andere Filmproduktion reiste er noch im selben Jahrzehnt auch nach Berlin, wo er zum Beispiel einen Schürzenjäger an der Seite Anny Ondras in dem Lustspiel Evas Töchter (1928) verkörperte, und nach Wien, wo man ihn beispielsweise 1929 in einer frühen Vaterrolle in der Leinwandbiografie Vater Radetzky sehen konnte. Nahezu zeitgleich übernahm er die zentrale Rolle des Schurken und Mädchenhändlers Jack Brown in der deutsch-österreichischen Gemeinschaftsproduktion Das Mädchenschiff. Mit Beginn der Tonfilm-Ära begann das Zelluloidmedium mehr und mehr an Bedeutung in Pištěks Karriere zu gewinnen, das Gros seiner tschechischen Filme – er spielte laut IMDb in über 250 Produktionen mit, andere Quellen sprechen von über 300 bzw. 325 – sind jedoch außerhalb der Tschechoslowakei weitgehend unbekannt. Einige seiner schönsten Erfolge feierte er unter dem Regisseur Martin Frič, in dessen Inszenierungen Pištěk bis zuletzt mitwirkte. Nebenbei fand er in den 1920er und 1930er Jahren auch noch die Zeit, Filme zu inszenieren.
Pištěk starb im Sommer 1960 und wurde auf dem Vinohrady-Friedhof beigesetzt. Theodor Pištěk ist der Vater des gleichnamigen Kostümbildners.

## Filmografie (kleine Auswahl)

### Als Schauspieler
- 1917: Prazstí Adamité
- 1921: Jánošík
- 1921: Magdalena
- 1921: Der Ankömmling aus der Finsternis (Příchozí z temnot)
- 1922: Komptoiristka
- 1922: Cikani
- 1923: Der Holzfäller
- 1923: Der Mann ohne Herz
- 1924: Moderne Ehen
- 1924: Dama z baru
- 1925: Die sechs Musketiere
- 1925: Die Laterne
- 1926: Wie ein Kamel durchs Nadelöhr
- 1926: Die Gräfin aus der Vorstadt (auch Drehbuch)
- 1926: Anny, kehr zurück! (Aničko, vrať se!)
- 1926: Gevatter Bezousek (Pantáta Bezoušek)
- 1927: Gehetzte Frauen
- 1927: Sladka Josefinka
- 1928: Evas Töchter
- 1928: Saxophon-Susi
- 1928: Zwei höllische Tage
- 1928: Kameradschaftsehe (Kamarádské manzelotvi)
- 1929: Erotik (Erotikon)
- 1929: Der Monte Christo von Prag
- 1929: Vater Radetzky
- 1929: Das Mädchenschiff
- 1929: So ist das Leben (Takový je život)
- 1929: Der Galgentoni
- 1930: Das Wolgamädchen
- 1930: Einbruch im Bankhaus Reichenbach
- 1931: Muži v offsidu
- 1931: On a jeho sestra
- 1931: Loupeznik
- 1932: Funebrák
- 1932: Anton Spelec, der Scharfschütze (Anton Špelec, ostrostřelec)
- 1932: Betragen ungenügend
- 1933: Schwester Angelika
- 1933: Revizor
- 1934: Anita v ráji
- 1934: Hej rup!
- 1934: Matka Kráčmerka
- 1935: Jedna z milionu
- 1935: Studentská máma
- 1936: Sextánka
- 1936: Švadlenka
- 1937: Jarčin profesor
- 1937: Der Scheidungsgrund
- 1938: Panenka
- 1938: Ideál septimy
- 1938: Druhé mládí
- 1939: Lízino štěstí
- 1940: Pohádka máje
- 1940: Baron Praschil (Baron Prásil)
- 1940: Arthur und Leontine
- 1941: Hotel Modrá hvězda
- 1941: Přednosta stanice
- 1941: Tetička
- 1941: Gabriela
- 1942: Přijdu hned
- 1942: Valentin, der Gutmütige (Valentin Dobrotivý)
- 1946: Prulom
- 1946: In den Bergen dröhnt es (V horach duni)
- 1947: Nikola Suhaj
- 1949: Frühlingsstürme (Revoluční rok 1848)
- 1949: Die Stieftochter des Wilddiebes (Pytlákova schovanka)
- 1950: Temno
- 1950: Es war im Mai (Bylo to v máji)
- 1950: Fröhlicher Wettstreit (Veselý souboj)
- 1951: Der Kaiser und sein Bäcker (Císařův pekař, pekařův císař)
- 1952: Ein Rebell (Mikolás Ales)
- 1952: Das Mädchen Anna (Anna proletářka)
- 1953: Flößer 1x1 (Plavecký mariáš)
- 1953: Der Hut, der Wunder tut (Divotvorny Klobouk)
- 1954: Komödianten (Komedianti)
- 1955: Laß mich nur machen (Nechte to na mně)
- 1956: Synove hor
- 1957: Florenc 13:30
- 1959: Die Prinzessin mit dem goldenen Stern (Princezna se zlatou hvězdou)

### Als Regisseur (komplett)
- 1921: Trny a květy
- 1922: Proudy
- 1925: Svatební kosile
- 1925: Karel Havlícek Borovský
- 1926: Anny, kehr zurück! (Aničko, vrať se!)
- 1927: Ve spárech upíra
- 1928: Aféra v grandhotelu
- 1938: Cikánská láska
- 1939: Děvče z předměstí anebo Všecko příjde najevo